# Liodrosophila
Liodrosophila este un gen de muște din familia Drosophilidae.

## Specii[1]
- Liodrosophila actinia
- Liodrosophila aerea
- Liodrosophila anfuensis
- Liodrosophila angulata
- Liodrosophila argyrea
- Liodrosophila basisternata
- Liodrosophila bicolor
- Liodrosophila bifurcata
- Liodrosophila bimaculata
- Liodrosophila castanea
- Liodrosophila ceylonica
- Liodrosophila ciliatipes
- Liodrosophila coeruleifrons
- Liodrosophila contracta
- Liodrosophila crassipeda
- Liodrosophila crescens
- Liodrosophila dictenia
- Liodrosophila dimidiata
- Liodrosophila divergens
- Liodrosophila fasciata
- Liodrosophila formiciformes
- Liodrosophila fuscata
- Liodrosophila fuscipennis
- Liodrosophila globosa
- Liodrosophila iophacanthusa
- Liodrosophila kimurai
- Liodrosophila lampra
- Liodrosophila longiaristata
- Liodrosophila lucida
- Liodrosophila lutea
- Liodrosophila macera
- Liodrosophila maculipennis
- Liodrosophila madagascarensis
- Liodrosophila malleopyga
- Liodrosophila marginifrons
- Liodrosophila melania
- Liodrosophila melanostoma
- Liodrosophila minicosta
- Liodrosophila minidenta
- Liodrosophila moyae
- Liodrosophila nana
- Liodrosophila nigrogibberata
- Liodrosophila nitida
- Liodrosophila okadai
- Liodrosophila onchopyga
- Liodrosophila ornata
- Liodrosophila pallidipennis
- Liodrosophila parabimaculata
- Liodrosophila penispinosa
- Liodrosophila pugnicoxa
- Liodrosophila pusilla
- Liodrosophila quadrimaculata
- Liodrosophila rufa
- Liodrosophila rugulosa
- Liodrosophila sinuata
- Liodrosophila spinata
- Liodrosophila striatifrons
- Liodrosophila submarginalis
- Liodrosophila trichaetopennis
- Liodrosophila trukana
- Liodrosophila varians
- Liodrosophila viridifrons
- Liodrosophila vitrea
- Liodrosophila xanthosoma